# Friedhelm Fiedler
Friedhelm Fiedler (* 29. Oktober 1948 in Haldern) ist ein deutscher Manager, Funktionär eines Arbeitgeberverbandes, ehemaliger Journalist und ehemaliger Kommunalpolitiker (FDP/DPS).

## Biographie
Friedhelm Fiedler absolvierte nach Schule und Journalistenausbildung Stationen im Axel Springer Verlag in Essen, Hamburg und Stuttgart. 1980 wurde er Politik-Chef, später auch stellvertretender Chefredakteur der baden-württembergischen Tageszeitung Stuttgarter Nachrichten. Neben dem Beruf absolvierte er eine Management-Ausbildung an der Business School St. Gallen/Schweiz. 1985 wurde Fiedler Chefredakteur und später zusätzlich Mitglied der Geschäftsleitung im international tätigen Motor Presse Stuttgart in Stuttgart. Dort war er unter anderem Chefredakteur der Zeitschrift Motorrad. Von 1996 bis 2004 war Fiedler Chefredakteur der Saarbrücker Zeitung. Im Anschluss arbeitete er als Geschäftsführer und Hauptstadt-Korrespondent des Korrespondentenbüros Berliner Medienservice GmbH.
Seit 2006 ist Fiedler Mitglied der Geschäftsleitung der Saarbrücker Unternehmensgruppe Pro Seniore/Victor’s. Seit 2009 ist er zudem Vizepräsident des Arbeitgeberverbandes Pflege mit Zentrale in Berlin. Im Arbeitgeberverband sind vor allem große private Unternehmen der Pflegebranche in Deutschland organisiert. Fiedler ist seit Oktober 2015 auch berufenes Mitglied im Lohn- und Tarifpolitischen Ausschuss der Bundesvereinigung der Deutschen Arbeitgeberverbände (BDA).
Fiedler war zudem mehrere Jahre politisch engagiert. Von 2009 bis Mitte 2014 war er unter anderem Chef der FDP-Stadtratsfraktion in der Landeshauptstadt Saarbrücken und Mitglied im Kreisvorstand. Er war Mitglied in zahlreichen Ausschüssen und Aufsichtsräten. Im Oktober 2011 kandidierte er für das Amt des Oberbürgermeisters in Saarbrücken, obwohl er im Falle eines Sieges nach dem Saarländischen Beamtengesetz nicht bis zum Ende der eigentlichen Amtszeit im Amt hätte bleiben können. Er konnte 6,24 Prozent der Stimmen vereinen.
Friedhelm Fiedler wurde 1984 für seinen Artikel Bei der Blockade in Möhringen regierte Psychoterror mit dem 3. Platz des Wächterpreises der deutschen Tagespresse ausgezeichnet. Er war zudem viele Jahre Beirat und Juror des Deutsch-Französischen Journalistenpreises und Juror des Wissenschaftspreises des Saarlandes.

## Privates
Fiedler ist verheiratet und hat eine Tochter. Er ist evangelisch.